# Vincent Croiset
Vincent Julien Croiset (Amsterdam, 1972) is een Nederlands acteur.

## Biografie
Hij studeerde in 1998 af aan de Toneelschool Amsterdam. Na zijn studie speelde hij gastrollen in Oud Geld, Oppassen!!! en Hartslag.
In 2007 speelde Croiset de rol van rechercheur Bob Lanschot in Goede tijden, slechte tijden. Hij stalkte personage Dian Alberts (Rixt Leddy), en probeerde haar uiteindelijk te vermoorden. In 2008 kwam er een einde aan zijn rol, en verdween hij achter de tralies.
In Gooische Vrouwen speelt hij naast zijn oud-studiegenote Lies Visschedijk. In deze serie speelde hij de rol van gynaecoloog van Engelen. Zijn toenmalige vrouw, Tjitske Reidinga, wilde alleen deze scène doen als Croiset de rol zou spelen.
Vanaf 2009 was Croiset te zien in het toneelstuk De Batavia, naast onder anderen Bill van Dijk en Marc Klein Essink. Van 2009 tot en met 2011 speelde hij Michael van Cleef in Verborgen gebreken.
In 2025 is Croiset een van de deelnemers aan het 25e seizoen van het RTL 4-programma Expeditie Robinson.

## Privé
Croiset is een zoon van acteur Jules Croiset. Zijn twee jaar jongere broer Niels is ook acteur. Zijn grootvader is acteur Max Croiset en zijn oom Hans Croiset. Hij is ook familie van paragnost Gerard Croiset en tekstschrijver Eli Asser. Hij was tot 2014 getrouwd met actrice Tjitske Reidinga. Samen kregen zij drie zonen. Croiset kreeg in 2015 een relatie met actrice Tina de Bruin. Zij kregen in februari 2017 samen een zoon.

## Filmografie

### Film
- 1985: Taran en de Toverketel, als Taran (stemrol)
- 2006: Het zwijgen, als Victor Dreisen
- 2009: WALL-E, als overige stemmen
- 2012: Schuld een roadmovie naar andermans geluk, als Joris
- 2012: De groeten van Mike!, als Sjoerd
- 2014: Versus, als Steven Hilenius
- 2017: Watervrees, als Berend
- 2019: Snor, als vader
- 2019: April, May en June, als Rogier
- 2022: Zwanger & Co, als fertiliteitsarts
- 2023: Toen ik je zag, als Alex
- 2023: Juf Braaksel en de magische ring, als man van het landhuis
- 2023: Bon Bini: Bangkok Nights, als bankman
- 2025: Wanklank, als Dirk

### Televisie
- 1996: 12 steden, 13 ongelukken, als Ad
- 1997: Baantjer, als Jeroen Tazelaar
- 1999: Babes, als Ben
- 2000: Oppassen!!!, als Renout Schaafma
- 2002-2003: Bon bini beach, als Berend van Rhee
- 2004: Ernstige Delicten, als leraar Engels
- 2004: Hartslag, als Wolter
- 2005: Bitches, als Maxis
- 2006: Rauw!, als Peter Paul (2006)
- 2007: Keyzer & De Boer Advocaten, als Julius van Diemen
- 2007-2008: Goede tijden, slechte tijden, als Bob Lanschot
- 2008: Gooische Vrouwen, als dokter van Engelen
- 2009-2011: Verborgen gebreken, als Michael van Cleef
- 2011: Hart tegen Hard, als Bernard Franssen
- 2012: Beatrix, Oranje onder vuur, als Ruud Lubbers
- 2012: Wat als?, als verschillende rollen
- 2012, 2016: Dokter Tinus, als Mischa
- 2013: Doris, als Theo
- 2014-2016: Dokter Deen, als dokter Olivier
- 2014: Heer & Meester, als Jan Willem de Rover
- 2014: Moordvrouw, als Victor van Rijn
- 2014: Rechercheur Ria, als Felix Feenstra
- 2014: Het verborgen eiland, als Maarten
- 2015: Noord Zuid, als vader van Splinter
- 2015: Gouden Bergen, als Bert-Jan de Ruyter[5]
- 2015: Op weg naar pakjesavond, als Roel
- 2016-2017: Centraal Medisch Centrum, als dokter Jacob Weijermans
- 2016: Jeuk, als Vincent
- 2017: De mannentester, als Meindert van Brugge
- 2018: Flikken Maastricht, als Peter Mooy
- 2019: De regels van Floor, als Serge vader van Floor
- 2019: Keizersvrouwen, als klant van Anne
- 2020: Vliegende Hollanders, als Frits Koolhoven
- 2020: Meisje van plezier, als Peter
- 2022: Vlogmania, als tandarts
- 2023: Flikken Rotterdam, als meneer Van Loon
- 2023: Oogappels, als meneer Zandstra
- 2024: Nemesis, als zakenman Zuidas
- 2024: PATTY, als presentator Pauw

### Theater
- 2009, 2011: De ingebeelde zieke
- 2009: De Batavia
- 2010: Karakter
- 2013: Terug naar de kust
- 2018: Van de koele meren des doods

### Videospellen
| Titel                                              | Van  | Rol(len) |
| -------------------------------------------------- | ---- | -------- |
| Skylanders: Spyro's Adventure (Nederlandse versie) | 2011 | Spyro    |
| Skylanders: Giants (Nederlandse versie)            | 2012 | Spyro    |
| Skylanders: Swap Force (Nederlandse versie)        | 2013 | Spyro    |
| Skylanders: Trap Team (Nederlandse versie)         | 2014 | Spyro    |